# Brandgräberfeld von Mühlen Eichsen
Das Brandgräberfeld von Mühlen Eichsen stammt aus der vorrömischen Eisenzeit und liegt nordwestlich von Schwerin in Mecklenburg-Vorpommern. Mit seinen ca. 5000 Bestattungen ist es eines der bedeutendsten Gräberfelder im Kerngebiet der Jastorf-Kultur. Hier wurde von etwa 600 v. Chr. bis 100 n. Chr. bestattet.
Seit 1994 wird es vom Landesamt für Bodendenkmalpflege Mecklenburg-Vorpommern in Zusammenarbeit mit dem Bereich für Ur- und Frühgeschichte der Friedrich-Schiller-Universität Jena kontinuierlich untersucht. Im Vordergrund der archäologischen Untersuchungen stehen Aussagen zum Bestattungsritus und Grabbau, zur sozialen Differenzierung der Bestatteten innerhalb des Gräberfeldkomplexes, zur Demographie, Chronologie, damaligen Umwelt und zur Anlage der Nekropole und deren Belegungskontinuität im Kontext der im Umfeld bestehenden Siedlungen.

## Forschungsgeschichte
Das Gräberfeld liegt etwa einen Kilometer südlich von Mühlen Eichsen zwischen der nach Schwerin führenden Landstraße und dem Fluss Stepenitz. Bei Straßenbauarbeiten zu Anfang des 20. Jahrhunderts stieß man auf die Gräber. Sowohl die Gewinnung von Pflastersteinen aus den Steinsetzungen als auch die Suche nach wertvollen Gegenständen in den Gräbern wirkten sich verheerend auf das Gräberfeld aus. Man geht heute davon aus, dass damals etwa 200 Gräber zerstört worden sind. Im Jahre 1907 unternahm Robert Beltz eine erste archäologische Ausgrabung auf dem Areal. Die Funde und die Dokumentation dieser Untersuchung sind jedoch verschollen. Lediglich ein Foto zeigt den damals noch sehr guten Erhaltungszustand der Urnen.
Das Gräberfeld geriet in Vergessenheit und die landwirtschaftliche Nutzung des Geländes, insbesondere der Einsatz des Tiefpfluges, trugen zur weiteren Zerstörung des Gräberfeldes bei. Erst 1993 wurde das Gräberfeld beim Bau einer Gasleitung, dem 20 weitere Gräber zum Opfer fielen, wiederentdeckt. Eine Grabung im Jahre 1994 zeigte, dass der größte Teil des Gräberfeldes noch unentdeckt war. Seither wird es auf Grund der Bedrohung durch die agrarische Nutzung vom Landesamt für Bodendenkmalpflege Mecklenburg-Vorpommern in Zusammenarbeit mit dem Lehrstuhl für Ur- und Frühgeschichte der Friedrich-Schiller-Universität Jena in jährlichen Kampagnen systematisch ausgegraben. Durch Geländebegehungen und geophysikalische Untersuchungen konnte die Ausdehnung des Gräberfelds erfasst werden, wobei sich die Ergebnisse des Georadars als besonders effektiv erwiesen. Die erfasste Gesamtausdehnung des Feldes von etwa vier Hektar lässt eine Schätzung der Anzahl der Bestattungen von etwa 5000 Individuen zu. Zum derzeitigen Stand der archäologischen Untersuchungen (2004) sind etwa drei Viertel des Gräberfeldareals ergraben. Dabei wurden bisher auf einer Fläche von 3,24 ha etwa 4000 Gräber dokumentiert und geborgen.

## Archäologische Befunde und Funde
Auf dem Gräberfeld von Mühlen Eichsen kommen sowohl Urnengräber, teils freistehend, teils unter Steinschutz, als auch Brandschüttungsgräber, wenn auch zahlenmäßig weniger vertreten, vor. Innerhalb der beiden Grabtypen liegen die Gräber bezüglich des Grabbaus in einer großen Variationsbreite vor. Belegt sind Urnen ohne Steinschutz, mit Sandstein, mit partieller und kompakter Steinpackung. Ähnliche Formen treten bei den Brandschüttungsgräbern auf: Brandschüttung ohne Steinschutz, unter kompakter Steinsetzung, in Steinkisten bzw. in Steinkreislegung.
Auch das Spektrum der Steinsetzungen ist überaus variabel. Es kommen runde und rechteckige Steinsetzungen vor. Sie können kompakt vorliegen oder als einfacher oder doppelter Steinkreis. In zahlreichen Fällen ließ sich beobachten, dass die Randsteine und Urnendecksteine der kompakten Steinlagen sich in der Größe deutlich von der übrigen Pflasterung abheben. In einem Fall konnte eine mehrschichtige Steinsetzung ausgemacht werden. Die Durchmesser der Steinsetzungen schwanken zwischen weniger als 0,5 m bis fast 5,0 m. In einigen gestörten Bereichen des Gräberfeldes ließen sich die Steinsetzungen nur noch durch Steinstandspuren erfassen bzw. ergänzen.
Auf dem gesamten Gräberfeldareal gibt es keine Überschneidung der Gräber. Dies legt nahe, dass die Gräber obertägig gekennzeichnet waren. Vermutlich sind alle Gräber ursprünglich überhügelt gewesen, doch ließ sich dies bisher archäologisch nicht belegen.

### Verteilung der Gräber auf dem Gräberfeld
Die Gräber verteilen sich nicht homogen auf dem Gräberfeld, sondern konzentrieren sich in fünf bis sechs Gruppen, mit jeweils 500 bis 800 Bestattungen. Kern dieser Gruppen sind Gräber mit aufwendigen Steinsetzungen. Zwischen ihnen und um sie herum befinden sich einfacher gestaltete Urnen- und Brandschüttungsgräber. Zwischen den einzelnen Gruppen liegt jeweils ein Bereich, der deutlich weniger Gräber aufweist. Eine weitere Besonderheit in der Belegung des Gräberfeldes findet sich im nordöstlichen Bereich. Eine annähernd kreisrunde Fläche mit einem Durchmesser von etwa 17 m befindet sich hier um ein Zentralgrab (Steinkiste mit der Breite von 1 m), das in den anstehenden Boden eingetieft, aus einer Bodenplatte und seitlich aufgestellten, zugearbeiteten Steinplatten besteht. Mit großer Wahrscheinlichkeit handelt es sich hierbei um einen älteren Grabhügel wohl aus der jüngeren Bronze- oder beginnenden älteren Eisenzeit, an dessen Hügelfuß sich 160 jüngere Bestattungen, teils in Urnen oder auch Knochenlager mit und ohne geringfügigen Steinschutz, gruppieren.

### Archäologische Funde
Von dem Gräberfeld liegen neben den Urnen bislang nur Schmuck und Kleidungsbestandteile vor. Auffallend ist dabei die große Formenvielfalt. Die Mehrzahl der Metallfunde bestehen aus Eisen, aber auch Bronze wurde verwendet, insbesondere für Fibeln und Nadeln.
Die häufigsten Metallbeigaben sind Gürtelbestandteile, insbesondere Gürtelhaken und Gürtelringe, die meist aus Eisen bestehen. Weniger zahlreich sind eiserne Zwingen und bronzene Gürtelbeschläge. Nadeln verschiedener Form sind mehrfach vertreten. Es handelt sich dabei in den meisten Fällen um gekröpfte Formen.
Unter den Typen spielt die sogenannte Holsteiner Nadel aus Bronze die größte Rolle. Demgegenüber sind Flügelnadeln eher selten. Neben den Fibeln (Kugelfibeln, Pommersche Fibeln und Fibeln vom La-Tène-Schema) kommen Arm- und Halsringe aus Bronze und Eisen vor. Als besondere Funde kamen ein vollständiger Holsteiner Gürtel und ein Altmärkisches Kettengehänge zu Tage. Sie belegen kulturelle Kontakte nach Schleswig-Holstein und ins mittlere Elbegebiet.

## Zeitliche und kulturelle Einordnung
Die Funde lassen sich ausnahmslos der Jastorfkultur zuordnen, in deren Kerngebiet sich das Gräberfeld befindet. Entsprechend der Beigaben zeichnet sich eine Belegung von der vorrömischen Eisenzeit bis in die ältere römische Kaiserzeit ab. Mehrere Altfunde lassen sich in die ausgehende Bronzezeit datieren und weisen darauf hin, dass Gräber bereits zu dieser Zeit angelegt wurden. Absolutchronologisch beginnt die Belegung im 6. Jahrhundert v. Chr. und läuft bis in das 1. Jahrhundert n. Chr., mit Schwerpunkt in der mittleren vorrömischen Eisenzeit. Anhand der bisherigen Grabungsergebnisse lässt sich eine Kontinuität im Bestattungsbrauch und in der Beigabensitte feststellen. Es zeigen sich somit keine archäologischen Belege für einen interkulturellen Wandel oder die Zuwanderung anderer Populationen.
Die Größe des Gräberfelds lässt vermuten, dass es sich nicht um den Friedhof einer Siedlung handelte, sondern um einen zentralen Bestattungsplatz. Möglicherweise stellt die Gruppengliederung auf dem Gräberfeldareal eine Abgrenzung der Belegergruppen dar.
Eine der zugehörigen Siedlungen konnte bereits 1994 in unmittelbarer Umgebung im Südwesten des Gräberfeldes erfasst werden. In den Jahren 1999 und 2000 wurden Sondageschnitte angelegt, um ihre Ausdehnung und die Erhaltung der Befunde festzustellen. Dadurch konnte die Größe des Siedlungsareals auf etwa einen 1 ha geschätzt werden. An Befunden wurden Pfostengruben, Herdstellen und Siedlungsgruben festgestellt mit keramischen Funden der älteren Kaiserzeit. Als weiterer Siedlungsnachweis kann ein Brennofen nordwestlich des Gräberfelds angeführt werden. Zur Auffindung weiterer zugehöriger Siedlungen werden systematische Begehungen der umliegenden Regionen unternommen.